# مجلس الخبراء الاقتصاديين (ألمانيا)
مجلس الخبراء لتقييم تطورات الاقتصاد الكلي (بالألمانية: Sachverständigenrat zur Begutachtung der gesamtwirtschaftlichen Entwicklung)، المعروف بالعامية باسم «حكماء الاقتصاد الخمسة» هو هيئة استشارية مكونة من خمسة خبراء في المجال الاقتصادي. تم إنشاء المجلس بموجب القانون الصادر بهذا الشان في عام 1963. يقوم المجلس على المنهجية العلمية في أسلوب تقييم تطورات الاقتصاد الكلي في ألمانيا. ويتمثل الهدف الأساسي من إنشاء هذا المجلس في التقييم الدوري لتطورات الاقتصاد الكلي لتسهيل عملية اتخاذ القرار من قبل جميع السلطات المسؤولة عن رسم السياسات الاقتصادية وكذلك الجمهور أو العامة.
وتحقيقًا لهذا الهدف يقوم الحكماء الخمسة بإعداد تقرير سنوي وتقديمه إلى الحكومة الاتحادية بحلول 15 نوفمبر من كل عام. وفي خلال فترة لا تتجاوز ثمانية أسابيع من تقديم التقرير، تقوم الحكومة الاتحادية بالتعبير عن وجهة نظرها حول التقرير ضمن تقريرها الاقتصادي السنوي العام. إضافةً إلى ذلك، من الممكن أن تكلف الحكومة مجلس الخبراء بإعداد تقارير نوعية حول قضايا اقتصادية معينة أو أن يقوم المجلس من ذات نفسه بإعداد تقرير خاص بشأن قضية معينة في حال ظهور تهديد محتمل للأهداف الاقتصادية الكلية في قطاعات أو مجالات معينة.

## الخلفية التاريخية لإنشاء مجلس الخبراء

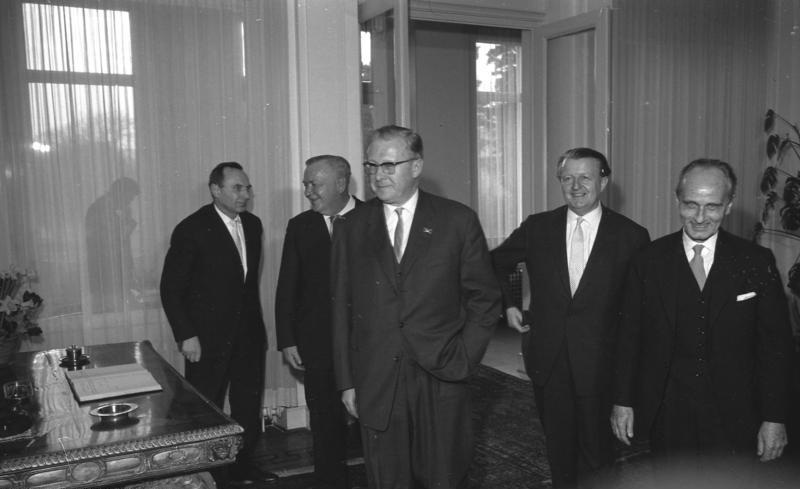
"الحكماء الخمسة" عام 1964 مع رئيس ألمانيا الاتحادية

وفيما يتعلق بمسألة وجود مجلس الخبراء ككيان قانوني فذلك مكفول في القانون الخاص بتشكيل مجلس خبراء لتقييم تطورات الاقتصاد الكلي. والذي أقره مجلس النواب الاتحادي الألماني - البوندستاغ الألماني - (بالألمانية: بوندستاغ) في 26 يونيو 1963 مع أن فكرة تشكيل مثل هذا المجلس تعود إلى ما قبل ذلك التاريخ بفترة طويلة.

### الأفكار الأولى لتشكيل هيئة استشارية
يعتبر مجلس المستشارين الاقتصاديين الأمريكي نموذجًا مماثلًا لمجلس الخبراء الاقتصاديين الألماني، غير أن المجلس الأمريكي تعرض للنقد ضمن النقاشات العلمية الاقتصادية في ألمانيا في أوائل الخمسينيات من القرن الماضي بسبب قربه من الرئيس الأمريكي كونه يتبع الرئيس، ولم يكن هناك نية لمنح مجلس المستشارين الاقتصاديين الأمريكي أي دور على المستور العام (public role) وبذلك ظل المجلس مجرد هيئة استشارية ضمن المكتب التنفيذي للرئيس الأمريكي في البيت الأبيض، بعكس مجلس الخبراء الألماني الذي مُنح هذا الدور وتم اعتباره هيئة خارجية ومستقلة «ولها الحق في أن تشارك في النقاشات والحوارات العامة».
في 8 يوليو 1956 اقترح المجلس الاستشاري العلمي التابع لوزارة الاقتصاد الاتحادية والمجلس الاستشاري العلمي التابع لوزارة المالية الاتحادية في تقرير أدوات السياسة الاقتصادية وإضفاء الطابع المؤسسي القانوني عليها إعداد «تصور سنوي شامل في شكل برنامج اقتصادي». في هذا «التصور السنوي الشامل»، يتعين على الحكومة الاتحادية تقديم تقرير عن الوضع الاقتصادي وتوضيح سياستها الاقتصادية المرسومة للفترة المقبلة، كما يجب أن يتم تضمين هذا التقرير في القانون وتقديمه إلى البرلمان. إضافة إلى ذلك، ينبغي إنشاء «هيئة مركزية لحسابات الاقتصاد القومي» على أن يديرها ثلاثة خبراء. وكانت خلفية ذلك المقترح أن المجلس الاستشاري العلمي التابع لوزارة الاقتصاد الاتحادية رأى - لأسباب مالية وشخصية - أنه لم يعد بمقدوره القيام بالأعمال الإحصائية الأولية المطلوبة للتقارير التقييمية، ورأى أن على السلطة المركزية توفير تلك الإحصاءات الأساسية إلى جانب عملها كهيئة استشارية للحكومة وللهيئات العامة الأخرى أيضًا. في ذات الوقت، كان الحزب الديمقراطي الحر FDP والحزب الديمقراطي الاشتراكي SPD قد تقدما بالفعل بمقترحات مماثلة للمقترحات التي تم تناولها هنا. ففي ديسمبر 1955 قدم الحزب الديموقراطي الحر مشروع قانون ينص على إنشاء «مجلس استشاري اقتصادي». غير أن المشروع لم يحصل على الأغلبية المطلوبة في البوندستاغ، كما لم تتم أيضاً الموافقة على مقترح الحزب الاشتراكي الديموقراطي بإنشاء «مجلس استشاري للاقتصاد القومي».
كان وزير الاقتصاد الاتحادي لودفيج إيرهارد يقف في موقف المتشكك من بعض المقترحات المطالبة بإنشاء هيئات استشارية كهذه، حيث كان يخشي من ضمن أمور أخرى، أن هذه الاستحداثات المؤسسية يمكن أن تؤدي إلى قيام مؤسسات شبيهة بمؤسسات النظام لاقتصادي الموجه (وهو نوع من أنواع الأنظمة الاقتصادية الاشتراكية). غير أن إرهارد كان مهتمًا بالفعل بالحصول على المعلومة المحايدة والموضوعية، كما كان يرغب أيضا في تجنب نشوب العديد من تضارب المصالح المتنافسة في إطار السياسة الاقتصادية كتلك التي تنشأ على سبيل المثال بسبب السياسات الاقتصادية الحكومية من جهة والنقابات من جهة أخرى. ومن أجل تحقيق ذلك كان يرى أنه يجب ألا تظهر الآراء والتوصيات العلمية كأصوات فردية منعزلة والتي بالكاد يكون لها تأثير يُذكر على صانعي القرار السياسي وأصحاب المصالح، بل يجب تمثيلها كحزمة أصوات متماسكه كصوت واحد عند خوضها النقاشات العامة.
ولذلك كان هدف الوزير إيرهارد هو «إضفاء الطابع الموضوعي» على نقاشات السياسة الاقتصادية، والتي ينبغي أن تؤدي في نهاية المطاف إلى «خلق أجواء مواتية من أجل رسم سياسة اقتصادية عقلانية». علاوة على ذلك كان مهتمًا أيضًا بتزويد الجمهور السياسي بالمعلومات والاستشارات أكثر من اهتمامه بتقديم المشورة للحكومة، كونه يرى أن ما تقدمه وزارة الاقتصاد الاتحادية من مشورة للحكومة كاف ويفي بالغرض.
في عام 1958 اقترح الوزير إرهارد مع وزير العمل الاتحادي تيودور بلانك إنشاء "لجنة خبراء للسياسة الاقتصادية والاجتماعية". غير أنه تم رفض المقترح من قبل مكتب المستشارية الاتحادية وحزبي الـ CDU/CSU، حيث رد المستشار الألماني حينها كونراد أديناور على المقترح بسخط وقيل إنه سأل وزير الاقتصاد الاتحادي قائلاً: "هل تريد يا إيرهارد أن تضع قملة في فرائك؟ 

### المصادقة على قانون مجلس الخبراء
بسبب هذا الرفض الشديد لاقتراح إرهارد، تم رفض الفكرة في البداية ولم تناقش غير مرة واحدة في عام 1961. في ذلك الوقت، كان الازدهار الاقتصادي الهائل يهدد استقرار الأسعار وحركة الأجور في ألمانيا الإتحادية. حتى عملية رفع قيمة المارك الألماني (بالألمانية: D-Mark) التي نفذها إرهارد لم تفلح في إبطاء النمو. ثم في بداية عام 1962 كتب لودفيج إرهارد رسالة إلى المستشار الإتحادي أديناور، اقترح فيها مرة أخرى تشكيل مجلس خبراء، والذي ينبغي أن يوفر لصانعي القرار السياسي والشركاء الاجتماعيين (وهم أرباب العمل والنقابات) توجهاً اقتصادياً شاملاً ويمارس نوع من الضغط العام. وهذا ما كان أديناور يخشاه بالضبط، لأنه رأى في ذلك تقييد لحرية الحكومة في التصرف وحرية اتخاذ القرار. لكن إرهارد لم يستسلم في هذا الوقت ووجد أيضًا دعمًا من قبل وسائل الإعلام. وفي أكتوبر 1962، قدم رؤساء الكتل البرلمانية لأحزاب الـ CDU/CSU و FDP مشروع قانون في البوندستاغ كمبادرة، وعلى إثر ذلك كلف البوندستاغ لجنة اقتصادية لمراجعته والتي بدورها أيدت المقترح، بعد أن أجرت تعديلات على المسودة تجنباً لاحتمالات رفضها. وقد أراد إرهارد من وراء ذلك التخفيف من مخاوف المستشار أديناور. كما تم شطب بند الخيار المشترك أو خيار الاستقطاب المشترك والذي يتضمن صلاحية تعيين أعضاء جدد في المجلس من قبل أعضاء المجلس، وبدلاً من ذلك يتم تعيين الأعضاء الجدد من قبل الرئيس الاتحادي بناءً على مقترح من الحكومة الاتحادية (كما تنص عليه المادة 7 من القانون الخاص بمجلس الخبراء والذي يُرمز له إختصارا بالحروف SVRG).
تم إقرار القانون بالإجماع في البوندستاغ في 14 أغسطس 1963 ووقعه الرئيس الاتحادي هاينريش لوبكي ونائب المستشار لودفيغ إيرهارد (وليس من قبل المستشار الاتحادي أديناور، تعبيرا عن تحفظه). وفيما يتعلق بمكان الاجتماعات التشاورية لأعضاء المجلس فقد تم الاتفاق على أن يكون في المكتب الاتحادي للإحصاء في فيسبادن ولم يتم عن عمد اختيار أي مكان في العاصمة بون آنذاك لأن الاستقلال السياسي لمجلس الخبراء الاقتصاديين كان يجب التأكيد عليه من خلال بُعد المسافة الجغرافية الفاصلة بين مقر المجلس ومقر الحكومة الاتحادية.

## مهام مجلس الخبراء
فيما يتعلق بمهام مجلس الخبراء وكيفية تعيين أعضائه فينظم تلك القضايا قانون خاص بالمجلس يسمى قانون تشكيل مجلس خبراء لتقييم تطورات الاقتصاد الكلي. وتتمثل المهمة القانونية لمجلس الخبراء في استعراض الوضع الاقتصادي الكلي والتنبؤ بتطوراته المستقبلية المتوقعة. وفي هذا الإطار ينبغي البحث عن الطرق والوسائل التي تضمن الحفاظ على استقرار مستوى الأسعار، تجنب البطالة والحفاظ على (أو إنشاء) التوازن الاقتصادي مع العالم الخارجي. كل هذا يجب أن يحدث في إطار آليات نظام اقتصاد السوق الحر وبما يضمن نمو اقتصادي مستدام ومناسب. كما يجب أيضًا مراعاة التوزيع العادل للدخل وللثروة. كما ينبغي أيضًا دراسة الوضع الاقتصادي مع الأخذ في الاعتبار التضاربات الآنية المحتملة بين العرض والطلب ومناقشة أي تطورات محتملة غير مرغوب فيها.
يلتزم المجلس بالأهداف الأربعة التي تهدف السياسة الاقتصادية لتحقيقها والمعروفة باسم المربع السحري، وهي: استقرار مستوى الأسعار (أي استقرار قيمة النقود)، زيادة فرص العمل، توازن ميزان المدفوعات مع العالم الخارجي والنمو الاقتصادي المستدام والمناسب. ولا يجوز للمجلس أن يوصي في تقريره بأي حلول أو مقترحات.

## أعضاء المجلس

### قواعد التعيين في المجلس
يتألف المجلس من خمسة أعضاء يتم تعيينهم من قبل الرئيس الألماني الاتحادي لفترة خمس سنوات بناء على مقترح من الحكومة الاتحادية. لا يجوز أن يكون أعضاء مجلس الخبراء منتمين للحكومة أو للهيئة التشريعية للاتحاد أو لإحدى الولايات الاتحادية، ولا حتى إلى الخدمة المدنية أو أي كيان قانوني آخر يتبع القانون العام؛ ويستثنى من ذلك أساتذة الجامعات والعلماء، ومن الجائز إعادة التعيين لفترة أخرى. في الأول من شهر آذار/مارس وهو تاريخ انتهاء عام المجلس، تنتهي مدة تعيين العضو من خلال ما يسمى بالدورات الانتخابية الدوارة للمجالس.
تقليديا، يتم تعيين عضو واحد بناءً على اقتراح من اللجنة المشتركة للصناعة الألمانية (ويكون ممثلاً لأرباب العمل) وعضو آخر بناءً على اقتراح من النقابات العمالية (ويكون ممثلاً للنقابات). وقد كان ممثل أرباب العمل فولكر فيلاند بينما كان ممثل النقابات آخيم تروجر

### الأعضاء الحاليون
أعضاء المجلس حاليا هم:
- فيرونيكا جريم (منذ أبريل 2020)
- مونيكا شنيتسر (منذ أبريل 2020)
- آخيم تروجر (منذ مارس 2019)

وفي 10 أغسطس 2022 قررت الحكومة الاتحادية رفع مقترح للرئيس الاتحادي بتعيين عضوين جديدين في المجلس، هما:
- مارتن فيردينغ
- أولريكه مالميندير

منذ مغادرة لارس فيلد من المجلس في فبراير 2021 ظل منصب رئيس المجلس شاغراً حتى اللحظة، إذ لم تتمكن الحكومة الإتحادية في ذلك الوقت من الاتفاق على تمديد فترة ولايته كرئيس للمجلس أو على من يخلفه في المنصب. ولذلك ترك فيلاند مجلس الإدارة بناءً على طلبه في نهاية أبريل 2022 أي قبل نهاية مدة ولايته بفترة طويلة.

### أعضاء المجلس السابقين
(بالتسلسل الزمني التصاعدي)
- فيلهلم باور (يناير 1964 - يوليو 1974 ؛ الرئيس مارس 1964 - فبراير 1970)
- بول بيندر (يناير 1964 - فبراير 1968)
- هربرت جيرش (يناير 1964 - فبراير 1970)
- هارالد كوخ (يناير 1964 - مايو 1969)
- فريتز دبليو ماير (يناير 1964 - فبراير 1966)
- فولفغانغ شتوتزل (فبراير 1966 - سبتمبر 1968)
- مانفريد شيفر (مارس 1968 - يوليو 1970)
- نوربرت كلوتن (يونيو 1969 - أبريل 1976 ؛ الرئيس مارس 1970 - فبراير 1976)
- كلاوس كوهلر (ديسمبر 1969- فبراير 1974)
- أولاف سيفرت (مايو 1970- فبراير 1985 ؛ رئيس مارس 1976- فبراير 1985)
- أرمين جوتوفسكي (ديسمبر 1970 - فبراير 1978)
- غيرهارد شيرهورن (مايو 1974 - فبراير 1979)
- كيرت شميدت (أغسطس 1974 - مايو 1984)
- غيرهارد فيلس (يونيو 1976- فبراير 1982)
- هورست ألباخ (مايو 1978- فبراير 1983)
- ويرنر غلاستيتر (أغسطس 1979 - أغسطس 1981)
- هانز يورغن كروب (مارس 1982- فبراير 1984)
- هانز كارل شنايدر (يوليو 1982 - فبراير 1992 ؛ الرئيس مارس 1985 - فبراير 1992)
- إرنست هيلمشتيتر (مارس 1983 - فبراير 1988)
- ديتر ميرتنز (مارس 1984 - فبراير 1986)
- ديتر بوهمر (يوليو 1984 - فبراير 1991)
- هيلموت هيسه (مارس 1985 - نوفمبر 1988)
- روديجر بول (يوليو 1986- فبراير 1994)
- أوتمار إيسينج (أبريل 1988 - سبتمبر 1990)
- هربرت هاكس (مارس 1989 - فبراير 2000 ؛ الرئيس مارس 1992 - فبراير 2000)
- هورست سيبرت (يناير 1991 - فبراير 2003)
- رولف بفيكوفن (أبريل 1991 - فبراير 2001)
- يورجن ب. دونغس (أبريل 1992 - فبراير 2002 ؛ الرئيس مارس 2000 - فبراير 2002)
- فولفغانغ فرانز (مايو 1994 - فبراير 1999 ؛ مارس 2003 - فبراير 2013 ؛ الرئيس مارس 2009 - فبراير 2013)
- يورغن كرومبارت (مارس 1999- فبراير 2004)
- بيرت رروب (مارس 2000 - فبراير 2009، الرئيس مارس 2005 - فبراير 2009)
- فولفغانغ فرانزفولفغانغ ويغارد (مارس 2001 - فبراير 2011 ؛ الرئيس أبريل 2002 - فبراير 2005)
- أكسل إيه ويبر (مارس 2002 - أبريل 2004)
- بيتر بوفينجر (مارس 2004 - فبراير 2019)
- بياتريس ويدير دي ماورو (يونيو 2004 - فبراير 2012)
- كريستوف إم شميدت (مارس 2009 - فبراير 2020 ؛ الرئيس مارس 2013 - فبراير 2020)
- لارس فيلد (مارس 2011 - فبراير 2021 ؛ الرئيس مارس 2020 - فبراير 2021)
- كلوديا إم بوخ (مارس 2012 - مايو 2014)
- فولكر فيلاند (مارس 2013 - أبريل 2022) [15]
- إيزابيل شنابل (حزيران (يونيو) 2014 - كانون الأول (ديسمبر) 2019)

## الانتقادات الموجهة للمجلس
يتعرض مجلس الخبراء الاقتصاديين لانتقادات متكررة. ويتمثل الانتقاد الأساسي للمجلس بأنه في الغالب لا يؤدي مهامه المنصوص عليها في القانون أو بالكاد يؤديها، بل على العكس من ذلك فإنه يتجاوز صلاحياته من خلال تجاهله المنظم للحظر المفروض عليه قانوناً بتقديم التوصيات والمقترحات في تقاريره التقييمية. وفي مقابلة له مع صحيفة Handelsblatt قال «الحكيم الاقتصادي» السابق هانز يورغن كروب أن الاقتصاد المستقل والمحايد عبارة عن خيال وأنه يجب تحرير مجلس الخبراء من «عباءة الحياد» وتحويله إلى هيئة استشارية لدعم الحكومة من أجل تحقيق أهدافها. ومن الخيارات المطروحة في هذا الصدد، المطالبة بمنح مجلس الخبراء نظرة أوسع لمجال عمله ومسؤولياته من خلال إصلاح تكوينه وتوسيع مهامه.
على الرغم من أن هدف أعضاء مجلس الخبراء يتمثل في صياغة تقاريرهم التقييمة بالإجماع، إلا أنه وُجدت في الماضي وجهات نظر مختلفة. ولذلك كانت النتيجة عدم الخروج بتوصيات واضحة.
فيما يتعلق بتوصية مجلس الخبراء الواردة في تقريره السنوي 2013/2014 بأن عملية مواءمة تعريفة ضريبة الدخل جاءت "متأخرة" بسبب ما يسمى بـ التصاعد البارد للتعريفة، كتب ثلاثة اقتصاديين في مجلة Wirtschaftsdienst أن هذه التوصية تقوم على حجج واهية ومشكوك فيها، فعلى وجه الخصوص، كان اختيار عام 2006 كسنة مرجعية ذات عبئ ضريبي متوسط مزعوم "أكثر من غريب"، لأنه كان "من "الواضح تمامًا" أن ذلك العام كان فيه العبئ الضريبي منخفض. ويفترض أن يكون مجلس الخبراء أيضًا على دراية بهذا الأمر، كما أوضحه المجلس بنفسه في تقريره لعام 2011، والذي لم يَر فيه بعد أي حاجة ماسة لاتخاذ أي إجراء بسبب التصاعد البارد. وقد فسرت صحيفة Handelsblatt ذلك الأمر على أنه تلميح غير مباشر بوجود نية مسبقة للتلاعب والإبلاغ عن مزيد من التناقضات.

## الهيئات المماثلة للمجلس في دول أخرى
توجد العديد من الهيئات المماثلة لمجلس الخبراء في الدول الأخرى ومنها مجلس التحليل الاقتصادي في فرنسا ومجلس المستشارين الاقتصاديين في الولايات المتحدة الأمريكية. والمجلس الاقتصادي الكندي الذي تم حله في عام 1992.
كذلك كلية الاقتصاد الإقليمية في بروسيا والتي تأسست عام 1842.

## قائمة المراجع
- Wolfgang Franz: Wirtschaftspolitische Beratung: Reminiszenzen und Reflexion. In: Perspektiven der Wirtschaftspolitik, Jg. 1, 2000, S. 53–71.
- Hans-Jürgen Krupp: Unabhängige Beratung und politische Verantwortung, Überlegungen zur Konzeption des deutschen Sachverständigenrats. In: B. Gahlen u. a. (Hrsg.): Wirtschaftswachstum, Strukturwandel und dynamischer Wettbewerb, Berlin 1989, S. 421–428
- Sachverständigenrat zur Begutachtung der gesamtwirtschaftlichen Entwicklung, Vierzig Jahre Sachverständigenrat 1963–2003. Wiesbaden 2003, ISBN 3-8246-0704-2
- Ansgar Strätling: Sachverständiger Rat im Wandel. Marburg 2001, ISBN 3-89518-339-3
- Ansgar Strätling: Der Sachverständigenrat zur Begutachtung der gesamtwirtschaftlichen Entwicklung. In: S. Falk u. A. (Hrsg.): Handbuch Politikberatung. Wiesbaden 2006, S. 353–362, ISBN 3-531-14250-X
- Ulrich van Suntum: Im Sog des Ruhms: 30 Jahre Sachverständigenrat. In: Volkswirtschaftliche Korrespondenz der Alfred-Weber-Stiftung, Jg. 32, 1993, Nr. 10
- Flickenschild, Michael، Afonso, Alexandre (2018). "Networks of economic policy expertise in Germany and the United States in the wake of the Great Recession". Journal of European Public Policy. DOI:10.1080/13501763.2018.1518992.{{استشهاد بدورية محكمة}}:  صيانة الاستشهاد: أسماء متعددة: قائمة المؤلفين (link)

## روابط إنترنت
- موقع مجلس الخبراء الاقتصاديين
- قانون تشكيل مجلس الخبراء (PDF ؛ 129 كيلو بايت)
- التقرير السنوي 2018/2019 لمجلس الخبراء
- فهم السياسة الاقتصادية: مجلس الخبراء الاقتصاديين - نموذج للمشورة السياسية؟ econwatchTV ، 11. ديسمبر 2014.

## الاستشهادات
1. ↑  وصلة مرجع: https://www.sachverstaendigenrat-wirtschaft.de/ueber-uns/kontakt.html.
2. ↑  Plenarprotokoll, 4. Wahlperiode, 81. Sitzung, S. 3946–3952. Name: Gesetz über die Bildung eines Sachverständigenrates zur Begutachtung der gesamtwirtschaftlichen Entwicklung vom 14. August 1963.
3. ↑  Alexander Nützenadel: Stunde der Ökonomen. Wissenschaft, Politik und Expertenkultur in der Bundesrepublik 1949–1974, in: Kritische Studien zur Geschichtswissenschaft 166. Hg. von Helmut Berding, Jürgen Kocka, Paul Nolte, Hans-Peter Ullmann und Hans-Ulrich Wehler, Göttingen 2005, S. 152f.
4. ↑  Gabriele Metzler: Konzeptionen politischen Handelns von Adenauer bis Brandt. Politische Planung in der pluralistischen Gesellschaft. Paderborn 2005, S. 177.
5. ↑  Alexander Nützenadel: Stunde der Ökonomen. Wissenschaft, Politik und Expertenkultur in der Bundesrepublik 1949–1974. In: Helmut Berding, Jürgen Kocka, Paul Nolte, Hans-Peter Ullmann, Hans-Ulrich Wehler (Hrsg.): Kritische Studien zur Geschichtswissenschaft, 166, Göttingen 2005, S. 153.
6. ↑  Hans Tietmeyer: Die Gründung des Sachverständigenrates aus Sicht der Wirtschaftspolitik. In: Sachverständigenrat zur Begutachtung der gesamtwirtschaftlichen Entwicklung: Vierzig Jahre Sachverständigenrat: 1963–2003. Wiesbaden 2003, S. 23.
7. 1 2  Alexander Nützenadel: Stunde der Ökonomen. Wissenschaft, Politik und Expertenkultur in der Bundesrepublik 1949–1974. In: Helmut Berding, Jürgen Kocka, Paul Nolte, Hans-Peter Ullmann, Hans-Ulrich Wehler (Hrsg.): Kritische Studien zur Geschichtswissenschaft, 166, Göttingen 2005, S. 154.
8. ↑  Hans Tietmeyer: Die Gründung des Sachverständigenrates aus Sicht der Wirtschaftspolitik. In: Sachverständigenrat zur Begutachtung der gesamtwirtschaftlichen Entwicklung: Vierzig Jahre Sachverständigenrat: 1963–2003. Wiesbaden 2003, S. 24 f.
9. ↑  Olaf Storbeck: Der „Rat“ steckt in einem Reformprozess. Wieder weiser, wieder schmaler. In: Handelsblatt, 7. November 2005; abgerufen am 28. März 2016. نسخة محفوظة 21 نوفمبر 2021 على موقع واي باك مشين.
10. ↑  Hans Tietmeyer: Der deutsche Sachverständigenrat und sein Einfluss auf die Wirtschafts-, Finanz- und Währungspolitik. In: Vierteljahrshefte zur Wirtschaftsforschung, 1/2011, S. 38.
11. ↑  Peter Weingart, Justus Lentsch: Wissen – Beraten – Entscheiden. Form und Funktion wissenschaftlicher Politikberatung in Deutschland. Hrsg. von der Berlin-Brandenburgischen Akademie der Wissenschaften, Weilerswist 2008, S. 99.
12. ↑  Interview mit Beatrice Weder di Mauro: Globale Märkte. »Sonst gibt es Inzucht«. In: دي تسايت, Nr. 6/2008, S. 27. نسخة محفوظة 2021-05-03 على موقع واي باك مشين.
13. ↑  "Ratsmitglieder" (بde-DE).{{استشهاد ويب}}:  صيانة الاستشهاد: لغة غير مدعومة (link)
14. ↑  finanzen net GmbH. "Bundesregierung beruft neue 'Wirtschaftsweise'" (بالألمانية).
15. ↑  Johannes Pennekamp (9 أبريل 2022). "Überraschender Rücktritt: „Man sollte gehen, wenn es am schönsten ist"". www.faz.net.
16. 1 2  Norbert Häring: Die Entzauberung der Weisen. In: Handelsblatt, 1. Dezember 2014, S. 13.
17. ↑  Tobias Kröll und Jochen Fehling (9 Nov 2019). "Petition 99084: Zusammensetzung der wissenschaftlichen Beiräte des Bundesministeriums für Wirtschaft und Energie/des Bundesministeriums der Finanzen sowie des Sachverständigenrats zur Begutachtung der gesamtwirtschaftlichen Entwicklung vom 11.09.2019". Petitionen an den Deutschen Bundestag (بالألمانية). Deutscher Bundestag.
18. ↑  Lisa Nienhaus: Der Mann für den prallen Staat. In: دي تسايت, 28. März 2019
19. ↑  Katja Rietzler, Dieter Teichmann, Achim Truger: Abbau der kalten Progression: nüchterne Analyse geboten. In: Wirtschaftsdienst, 12/2014, S. 864–871. (wirtschaftsdienst.eu) نسخة محفوظة 2022-03-19 على موقع واي باك مشين.
20. ↑  Norbert Häring: Wirtschaftsweise im Kreuzfeuer. In: Handelsblatt, 1. Dezember 2014, S. 1. (Vorab-Info online) نسخة محفوظة 2021-02-11 على موقع واي باك مشين.
21. ↑  . DOI:10.1080/13501763.2018.1518992. ISSN:1350-1763. {{استشهاد بكتاب}}: الوسيط |title= غير موجود أو فارغ (مساعدة)